# Premier League de Escocia 1999-2000
La temporada 1999-00 fue la 103.ª edición del Campeonato escocés de fútbol y la 2.ª edición como Premier League de Escocia, la división más importante del fútbol escocés. La competencia comenzó el 31 de julio de 1999 y concluyó con la conquista del Glasgow Rangers de su 49.º título de liga.
En esta temporada no se contemplaron descensos a la Primera División con el fin de aumentar el número de clubes de 10 a 12 para la próxima temporada.

## Tabla de posiciones
| Pos | Equipo              | PJ | PG | PE | PP | GF | GC | GA  | Pts |
| --- | ------------------- | -- | -- | -- | -- | -- | -- | --- | --- |
| 1.  | Rangers             | 36 | 28 | 6  | 2  | 96 | 26 | 70  | 90  |
| 2.  | Celtic Glasgow      | 36 | 21 | 6  | 9  | 90 | 38 | 52  | 69  |
| 3.  | Heart of Midlothian | 36 | 15 | 9  | 12 | 47 | 40 | 7   | 54  |
| 4.  | Motherwell          | 36 | 14 | 10 | 12 | 49 | 63 | -14 | 52  |
| 5.  | St Johnstone        | 36 | 10 | 12 | 14 | 36 | 44 | -8  | 42  |
| 6.  | Hibernian (A)       | 36 | 10 | 11 | 15 | 49 | 61 | -12 | 41  |
| 7.  | Dundee FC           | 36 | 12 | 5  | 19 | 45 | 64 | -19 | 41  |
| 8.  | Dundee United       | 36 | 11 | 6  | 19 | 34 | 57 | -23 | 39  |
| 9.  | Kilmarnock          | 36 | 8  | 13 | 15 | 38 | 52 | -14 | 37  |
| 10. | Aberdeen            | 36 | 9  | 6  | 21 | 44 | 83 | -39 | 33  |

 PJ = Partidos jugados; PG = Partidos ganados; PE = Partidos empatados; PP = Partidos perdidos;
GF = Goles anotados; GC = Goles recibidos; DG = Diferencia de gol; PTS = Puntos
- (A) : Ascendido la temporada anterior.

|  | Clasificado a Liga de Campeones de la UEFA 2000-01. |
|  | Clasificado a Copa de la UEFA 2000-01.              |
|  | Desciende a Primera División de Escocia.            |

## Máximos Goleadores
| Jugador         | Goles   | Club |
| --------------- | ------- | ---- |
| Mark Viduka     | Celtic  | 25   |
| Jorg Albertz    | Rangers | 17   |
| Rod Wallace     | Rangers | 16   |
| Gary McSwegan   | Hearts  | 13   |
| Willie Falconer | Dundee  | 12   |

Source: SPL official website

## Primera División - First División
La Primera División 1999-2000 fue ganada por el Saint Mirren FC, que asciende a la Premier League junto al Dunfermline Athletic. Clydebank FC es relegado a la Segunda División.
| Pos | Equipo               | PJ | PG | PE | PP | GF | GC | GA  | Pts |
| --- | -------------------- | -- | -- | -- | -- | -- | -- | --- | --- |
| 1.  | Saint Mirren         | 36 | 23 | 7  | 6  | 75 | 39 | 36  | 76  |
| 2.  | Dunfermline Athletic | 36 | 20 | 11 | 5  | 66 | 33 | 33  | 71  |
| 3.  | Falkirk              | 36 | 20 | 8  | 8  | 67 | 40 | 27  | 68  |
| 4.  | Livingston           | 36 | 19 | 7  | 10 | 60 | 45 | 15  | 64  |
| 5.  | Raith Rovers         | 36 | 17 | 8  | 11 | 55 | 40 | 15  | 59  |
| 6.  | Inverness CT         | 36 | 13 | 10 | 13 | 60 | 55 | 5   | 49  |
| 7.  | Ayr United           | 36 | 10 | 8  | 18 | 42 | 52 | -10 | 38  |
| 8.  | Morton               | 36 | 10 | 6  | 20 | 45 | 61 | -16 | 36  |
| 9.  | Airdrieonians        | 36 | 7  | 8  | 21 | 29 | 69 | -40 | 29  |
| 10. | Clydebank            | 36 | 1  | 7  | 28 | 17 | 82 | -65 | 10  |